# اچ‌سی‌ای هولدینگز
اچ‌سی‌ای هولدینگز (به انگلیسی: HCA Holdings) شرکت بهداشت و درمان آمریکایی است، که شبکه‌ای از ۱۶۲ بیمارستان و ۱۱۳ مرکز جراحی مستقل را در ایالات متحده آمریکا و بریتانیا در اختیار دارد و به‌عنوان بزرگترین شرکت مدیریت مراکز درمانی جهان شناخته می‌شود.
این شرکت در سال ۱۹۶۸ توسط دکتر توماس اف. فریست، جک سی. ماسی و دکتر توماس اف. فریست جونیور، تحت نام هاسپیتال کورپوریشن آو امریکا راه‌اندازی شد. دفتر مرکزی شرکت اچ‌سی‌ای در شهر نشویل، تنسی قرار دارد.
بخشی از سهام این شرکت در بازار بورس نیویورک معامله می‌شود و بزرگترین سهام‌داران آن، خانواده فریست (بنیانگذاران اچ‌سی‌ای) همچنین شرکت‌های سرمایه‌گذاری بین کپیتال و کوهلبرگ کراویس رابرتس می‌باشند.